# Sexto Nerânio Capitão
Sexto Nerânio Capitão (em latim: Sextus Neranius Capito) foi um senador romano nomeado cônsul sufecto para o nundínio de setembro a outubro de 80 entre Lúcio Acílio Estrabão.